# Alisma nanum
Alisma nanum es una especie de Liliopsida del género Alisma, de la familia Alismataceae, del orden Alismatales.

## Distribución
Alisma nanum se distribuye por China (Xinjiang).

## Taxonomía
Fue descrita científicamente por D.F.Cui. Fue publicado por primera vez en Bull. Bot. Res., Harbin 12: 369 (1992).